# Roquetas
Roquetas (francès Roquettes)és un municipi francès del departament de l'Alta Garona a la regió d'Occitània.